# Leão de Judá

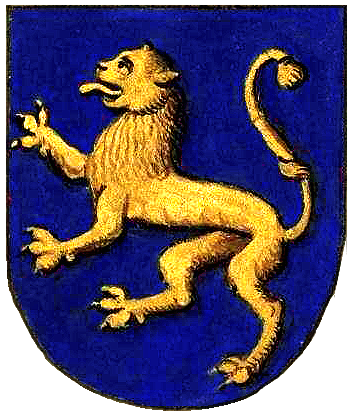
O Leão de Judá no Thesouro de Nobreza (1675).

O Leão de Judá é um símbolo nacional e cultural judaico, tradicionalmente considerado o símbolo da tribo israelita de Judá. Segundo a Torá, a tribo consiste nos descendentes de Judá, o quarto filho de Jacó. A associação entre Judá e o leão pode ser encontrada primeiro na bênção dada por Jacó a seu filho Judá no livro de Gênesis.
O Leão de Judá também é citado no livro do Apocalipse, como um termo que representa Jesus, segundo a teologia cristã. O leão de Judá também foi um dos títulos dos imperadores salomônicos da Etiópia.[carece de fontes?]

## História
O Judah bíblico (em hebraico: Yehuda) é o ancestral epônimo da Tribo de Judá, que é tradicionalmente simbolizado por um leão. Em Gênesis, o patriarca Jacó ("Israel") deu esse símbolo a esta tribo quando se refere a seu filho Judá como um Gur Aryeh גּוּר אַרְיֵה יְהוּדָה, "Jovem Leão" (Gênesis 49: 9) ao abençoá-lo. Na tradição de nomenclatura judaica, o nome hebraico e o nome substituto costumam ser combinados como um par, como neste caso. O Leão de Judá foi utilizado como símbolo judeu por muitos anos e, como Jerusalém era a capital do Reino de Judá, em 1950 foi incluído no Emblema de Jerusalém.[carece de fontes?]
Foi retratado em um mapa do Nilo Superior publicado em 1683 pelo italiano Jobi Ludolfi descrevendo o símbolo do Leão de Judá como a Insígnia Real do Império Etíope. A dinastia salomônica da Etiópia afirma ter sua origem patrilinear na Casa Real israelita de Judá. O Leão de Judá serviu como título hereditário dos imperadores etíopes salomônicos, incluindo Yohannes IV, Menelik e Haile Selassie, e foi representado na bandeira da Etiópia de 1897 a 1974. Devido à sua associação com Haile Selassie, segue sendo um símbolo importante entre os membros do movimento Rastafari.